# Wilhelm Ludwig von Eschwege
Wilhelm Ludwig von Eschwege est un géologue et un géographe allemand, né le 10 novembre 1777 à Auer Wasserburg, Hesse et mort le 1er février 1855 à Cassel (Hesse).

## Biographie
Après avoir résidé vingt-huit ans au Portugal, Eschwege est célèbre pour ses recherches de prospection géologique au Brésil de 1810 à 1821.